# Theridion huanuco
Theridion huanuco är en spindelart som beskrevs av Claude Lévi 1963. Theridion huanuco ingår i släktet Theridion och familjen klotspindlar.
Artens utbredningsområde är Peru. Inga underarter finns listade i Catalogue of Life.